# Пожежа в нічному клубі в Кочанах
Пожежа в нічному клубі м. Кочани сталася 16 березня 2025 року о 02:35 на дискотеці «Пульс» м. Кочани. У результаті трагедії загинули щонайменше 59 людей, понад 196 отримали поранення. Це найбільш смертоносна пожежа в історії Македонії та найбільш смертоносна пожежа з часів пожежі в нічному клубі Colectiv у Румунії у 2015 році. Пожежа є третьою найбільшою трагедією в Македонії за кількістю жертв, відразу після авіакатастрофи в Палер Македонії в 1993 році, а також подією з найбільшою кількістю постраждалих в історії Македонії. Більшість постраждалих у вогні були віком від 16 до 26 років.
Президент Гордана Силяновська-Давкова відвідала деяких поранених у лікарнях і зустрілася з їхніми родичами. Через трагедію в Кочанах оголошено семиденну жалобу, що призвело до перенесення внутрішньопартійних виборів у СДСМ, які мали відбутися 16 березня.
Протести через жахливу трагедію почалися наступного дня в Кочанах, Штипі, Скоп'є, Струмиці, Бітолі, а також менші зібрання в інших містах країни.

## Передісторія
Нічний клуб "Пульс" у Кочанах розташовувався в одноповерховій будівлі, яка раніше служила складом килимів. Місцеві журналісти назвали його «імпровізованим нічним клубом», відображаючи стихійне перетворення на місце для розваг. Влада виявила, що будівля не мала необхідного правового дозволу для роботи як нічного клубу.

## Пожежа
На початку доби 16 березня 2025 року дискотека «Пульс» у Кочанах була заповнена понад 500 людьми, які з нетерпінням чекали виступу македонського поп-гурту ДНК. Ажіотаж був на піку, а атмосфера була напруженою.
О 2:35 ночі, коли концерт був у розпалі, сцену підсвічували піротехнічні ефекти. Раптом іскри від піротехніки запалили стелю клубу, внаслідок чого вогонь швидко поширився. Серед присутніх поширилася паніка, які намагалися евакуюватися через єдиний вихід, що призвело до тисняви.
На відео, записаних під час інциденту, видно, як випадкові перехожі намагаються загасити полум’я, а інші намагаються вибратися в безпечне місце. Серед постраждалих були діти.

## Жертви та постраждалі
Перший виклик до служби екстреної медичної допомоги надійшов рівно о 2:48 ночі, вказуючи на те, що сталася пожежа на дискотеці, безпосередньо в промисловій частині Кочани. За словами директора загальної лікарні Кочанів, весь персонал лікарні був мобілізований менш ніж за 15 хвилин, і перші пацієнти, які надійшли, були з опіками та інтоксикацією чадним газом. Карети швидкої допомоги були відправлені з усіх медичних центрів Східної Македонії (Штип, Светі-Ніколе, Пробиштип, Виниця, Македонська-Камениця, Делчево, Пехчево та Берово), а також зі Скоп'є та Велеса. Деякі пацієнти з більш важкими опіками першого ступеня були негайно відправлені до клінічної лікарні в Штипі, а звідти найбільш критичні - до клінік Скоп'є. Деякі із загиблих пацієнтів загинули в тисняві, яка виникла під час паніки на виході з клубу. 
За попередніми оцінками, понад 59 людей загинули, більшість з них з Кочанів, а також із Штипа, Пробиштипа, Виниці, Скоп’є та Струмиці. Понад 150 отримали поранення і були направлені до медичних установ у Штипі, Кочаніах та Скоп'є. У міській лікарні "Св. Наума Охридського" в Скоп'є 29 людей з важкими опіками були госпіталізовані, 7 - в клініку "Жан Мітрев", 24 - в Клінічний центр, 20 - в "8 вересня", двоє з яких перебувають у важкому стані.   20 пацієнтів пройшли лікування в клінічній лікарні в Штипі, а 12 - в лікарні в Кочанах. Багатьох жертв було важко ідентифікувати через відсутність посвідчень особи.  Міністр внутрішніх справ Панче Тошковський повідомив, що понад 20 неповнолітніх отримали поранення і щонайменше троє загинули.

### Пацієнти госпіталізовані за кордоном
З вечора 16 березня та протягом наступного дня понад 60 найбільш важкопоранених були переведені до медичних закладів за кордоном завдяки міжнародній підтримці та співпраці з країнами-партнерами.